# Enterohepatička cirkulacija
Enterohepatička cirkulacija se odnosi na cirkulaciju žučnih kiselina, bilirubina, lekova ili drugih supstanci od jetre do žuča, nakon ulaska u tanka creva, apsorpcije enterocitima i transporta nazad do jetre. Enterohepatička cirkulacija je posebno važan koncept u polju toksikologije, jer mnogi lipofilni ksenobiotici podležu tom procesu uzrokujući ponavljajuća oštećenja jetre.

## Žučne kiseline
Hepatociti metabolizuju holesterol do holne kiseline i henodezoksiholne kiseline. Ove u lipidima rastvorne žučne kiseline su konjugovane (reverzibilno vezane) uglavnom za molekule glicina ili taurina, čime se formiraju u vodi rastvorni primarne konjugovane žučne kiseline, koje se ponekad nazivaju „žučnim solima”. Ove žučne kiseline putuju do žučne kese tokom interdigestivne faze, gde se skladište i do silaznog dela duodenuma kroz zajednički žučni kanal. Oko 95% žučnih kiselina koje se isporuče u duodenum biva reciklirano pomoću enterohepatičke cirkulacije.
Usled pH vrednosti u tankim crevima, najveći deo sadržaja žučnih kiselina je jonizovan i uglavnom se javljaju u vidu njihovih natrijumskih soli koje se nazivaju „primarno konjugovanim žučnim solima”. U nižem delu tankog creva i debelom crevu, bakterije dehidroksilišu neke primarne soli žučnih kiselina čime se formiraju sekundarne konjugovane žučne soli (koje su još uvek rastvorne u vodi). Duž proksimalnog i distalnog ileuma, ove konjugovane primarne žučne soli se aktivno reapsorbuju u hepatičku portalnu cirkulaciju. Bakterije razlažu neke primarno i sekundarno konjugovane žučne soli nazad u formu rastvornu u lipidima, i one bivaju pasivno apsorbovane u hepatičku portalnu cirkulaciju. Konačno, konjugovane žučne kiseline sa preostalim nejonizovanim konjugovanim žučnim kiselinama se pasivno apsorbuju.
Venska krv iz ileuma ide direktno u portalnu venu i zatim u jetrene sinusoide. Tamo hepatociti ekstrahuju žučne kiseline veoma efektivno, i malo prolazi kroz zdravu jetru i odlazi u sistemsku cirkulaciju.  
Neto efekat enterohepatičke recirkulacije je da se svaki molekul žučne soli ponovo koristi oko 20 puta, često više puta tokom pojedinačne faze varenja.

### Funkcija
Prisustvo žučnih soli u crevima pomaže varenje masti i drugih supstanci.

## Bilirubin
Bilirubin se konjuguje sa glukuronskom kiselinom u jetri posredstvom enzima glukuronoziltransferaza, što ga čini rastvornim u vodi. Znatan deo njega odlazi u žuč i stoga u tanko crevo. Mada se 95% izlučenog bilirubinoidnog žuča reapbsorbuje u tankom crevu, konjugovani bilirubin se ne reapsorbuje u tankom crevu. Sav konjugovani bilirubin u debelom crevu metabolišu bakterije do urobilinogena, koji zatim biva dalje oksidovan do urobilina i sterkobilina. Urobilin, sterkobilin i njihovi degradacioni produkti daju fekalijama smeđu boju.  Međutim, poput žuča, deo urobilinogena se reapsorbuje i dospeva u žuč što je deo enterohepatičke cirkulacije. Ostatak reapsorbovanog urobilinogena se izlučuje u urin, gde se konvertuje u oksidovanu formu, urobilin, koja daje urinu njegovu karakterističnu žutu boju.

## Lekovi
Enterohepatička cirkulacija je razlog što neki molekuli koji inače ne bi bili beoma toksični mogu da postanu takvi usled procesa recikliranja.

## Farmakokinetički modeli enterohepatičke cirkulacije
Farmakokinetički modeli procesa enterohepatičke cirkulacije periodično bivaju sumirani u pregledima.